# Slaterocoris nicholi
Slaterocoris nicholi är en insektsart som beskrevs av Knight 1970. Slaterocoris nicholi ingår i släktet Slaterocoris och familjen ängsskinnbaggar. Inga underarter finns listade i Catalogue of Life.